# Tony Dempsey
Tony Dempsey (* 11. Mai 1944 in Wexford, County Wexford, Irland) ist ein früherer irischer Politiker der Fianna Fáil, der zwischen 2002 und 2007 Mitglied des Dáil Éireann, des Unterhauses des Parlaments (Oireachtas) der Republik Irland, war. 

## Leben
Tony Dempsey studierte am University College Dublin und an der Maynooth University bzw. am St. Patrick’s College. Er arbeitete an einer weiterbildenden Schule in Enniscorthy. In den 1970er Jahren arbeitete er als Trainer bzw. Manager im Hurling und im Gaelic Football. Bei den Wahlen zum Dáil Éireann 2002 wurde er im Wahlkreis Wexford erstmals zum Mitglied des Dáil Éireann gewählt. 2007 trat er dann nicht mehr an und engagierte sich erneut als Hurling Manager im County Wexford. 2009 wurde er in den Wexford County Council gewählt und 2014 wiedergewählt.